# Dom Towarzystwa Ubezpieczeniowego „Rosja” w Warszawie
Dom Towarzystwa Ubezpieczeniowego „Rosja” – kamienica, która znajdowała się w Warszawie przy ul. Marszałkowskiej 124, pomiędzy ulicami Sienkiewicza i Moniuszki. 
Była jednym z najważniejszych w mieście obiektów architektury okresu wielkokapitalistycznego i jednym z najpiękniejszych budynków przy ul. Marszałkowskiej. Została zniszczona w 1944.

## Historia i architektura
Budynek wzniesiono w latach 1898–1899 według projektu Władysława Marconiego, który przerobił konkursowy projekt architektów Piotra Brukalskiego i Ottona Gehliga, wyróżniony I nagrodą. Gmach, skomponowany z elementów włoskiego i francuskiego renesansu, wyróżniał się skalą i okazałością wśród zabudowy ul. Marszałkowskiej. Był budynkiem bardzo nowoczesnym (do jego budowy wykorzystano stal i beton), a równocześnie stylem, smakiem i bogactwem nawiązujący do najwspanialszych arcydzieł architektonicznych największych stolic europejskich. Większość jego pomieszczeń przeznaczono pod wynajem. Na parterze znajdowały się sklepy (m.in. reprezentacyjny sklep z artykułami żelaznymi Krzysztof Brun i Syn), na pierwszym piętrze biura, a na wyższych piętrach duże, pięcio- i siedmiopokojowe mieszkania z pokojami dla służby. 
Na fasadzie gmachu umieszczono rzeźby Leopolda Wasilkowskiego: kobiety ślącej promienie, symbolu Elektryczności, oraz chłopa i robotnika, symbolizujących odpowiednio Rolnictwo i Przemysł. Nagość rzeźby kobiety wzbudzała kontrowersje wśród niektórych mieszkańców. 
Budynek nie ucierpiał w czasie obrony Warszawy we wrześniu 1939. Został podpalony przez Niemców w 1944 roku po zakończeniu powstania warszawskiego.

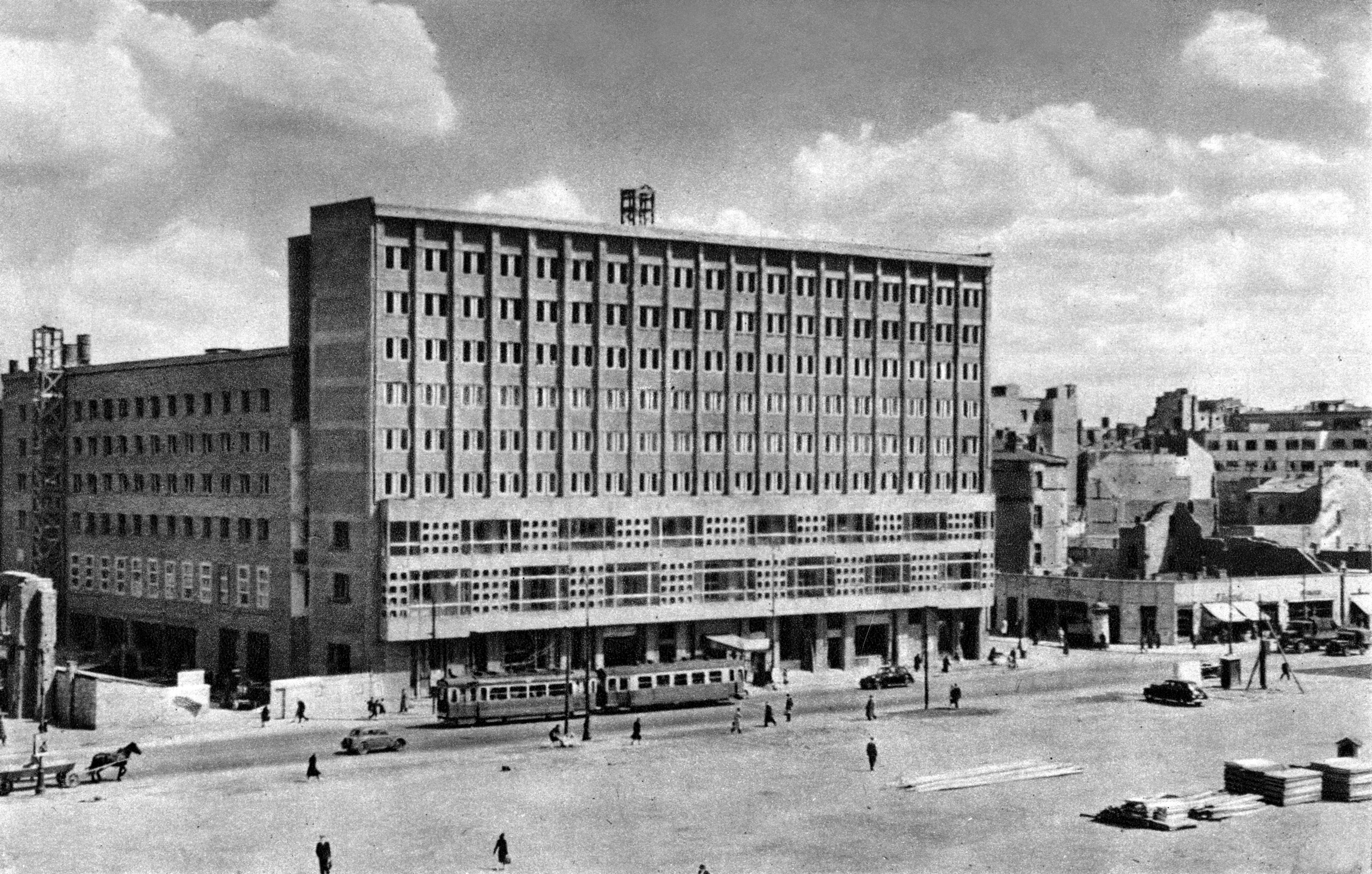
„Dom Pod Sedesami” pod koniec lat 40. XX w.

W latach 1948–1950 wzniesiono na jego miejscu tzw. dom pod sedesami według projektu Bohdana Lacherta. Wypalony budynek Towarzystwa Ubezpieczeń „Rosja” rozebrano, pozostawiając jedynie parter i dwa piętra od strony Marszałkowskiej. Następnie dobudowano kilka nowych pięter, niższych od poprzednich, elewację budynku wygładzono, a ocalałe piętra przesłonięto ażurową konstrukcją z otworami, które przyczyniły się do nadania mu przez mieszkańców Warszawy nazwy „Dom Pod Sedesami”. 
Przez ok. dwie dekady był to jedyny odbudowany budynek na Marszałkowskiej pomiędzy Alejami Jerozolimskimi a ulicą Świętokrzyską, w miejscu zwanym wówczas „parterową Marszałkowską” (obecnie w tym miejscu znajduje się zabudowa Ściany Wschodniej). Pod koniec lat 90. zmieniono elewację budynku likwidując powojenne „sedesowe“ otwory. Pozostałością po dawnym gmachu Towarzystwa Ubezpieczeń „Rosja” jest klatka schodowa (ocalały m.in. marmurowe schody i kute, żelazne poręcze). 

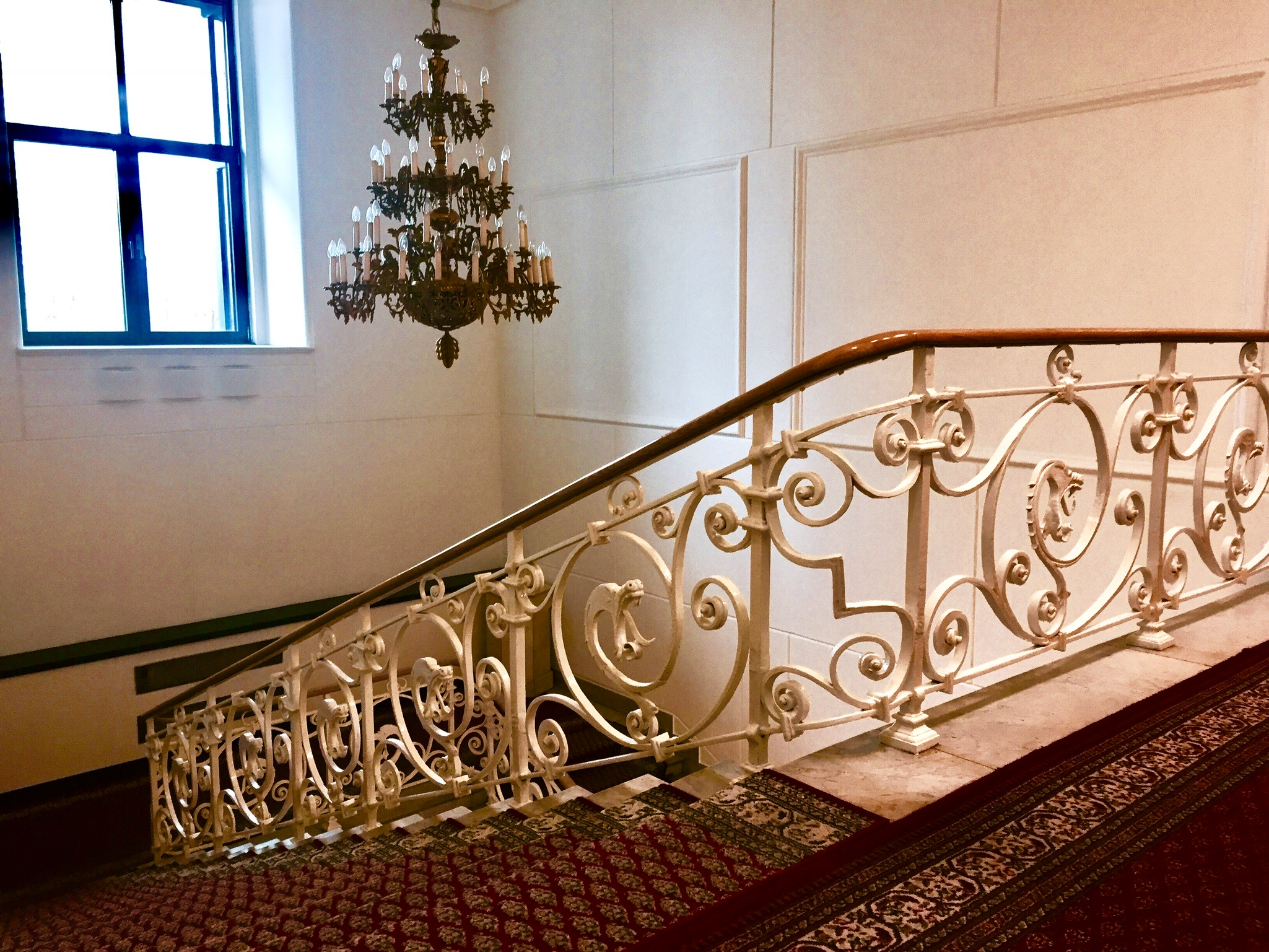
Oryginalna klatka schodowa przy wejściu od strony ul. Marszałkowskiej.